# Opération Berlin (Atlantique)
Pour les articles homonymes, voir Opération Berlin.
Seconde Guerre mondiale
Batailles
Bataille de l'Atlantique
- Bataille des Caraïbes
- Blocus allié de l'Allemagne
- Guerre météorologique
- Bataille du Rio de la Plata
- Opération Berlin
- Bataille du détroit de Danemark
- Opération Neuland
- Torpedo Alley
- Opération Paukenschlag
- Opération Postmaster
- Opération Cerberus
- Opération Biting
- Opération Chariot
- Bataille du Saint-Laurent
- Opération Frankton
- Bataille de la mer de Barents
- Mai Noir
- Bataille du cap Nord
- Opération Stonewall
- Opération Teardrop

Front d'Europe de l'ouest

Front d'Europe de l'est

Campagnes d'Afrique, du Moyen-Orient et de Méditerranée

Guerre du Pacifique

Guerre sino-japonaise

Théâtre américain
L'opération Berlin est une opération militaire menée par la Kriegsmarine en 1941. Entre janvier et mars 1941, les cuirassés Scharnhorst et Gneisenau croisent en Atlantique pour couler ou capturer des navires alliés, appuyés par quelques navires logistiques. Au départ de l'Allemagne, les deux navires opèrent à travers l'Atlantique Nord, ils coulent ou capturent 22 navires marchands alliés et terminent leur mission en accostant en France occupée. L'armée britannique cherche à localiser et à attaquer les cuirassés allemands, mais n'a pas réussi à les endommager.
Cette opération est l'une des nombreuses opérations menées par les navires de guerre allemands à la fin de l'année 1940 et au début de l'année 1941. Son objectif principal est que les cuirassés submergent l'escorte d'un des convois transportant des fournitures vers le Royaume-Uni, puis coulent un grand nombre de navires marchands. Les Britanniques s'attendent à cela compte tenu des attaques précédentes et affectent leurs propres cuirassés à l'escorte des convois. Cette opération s'avère fructueuse, les forces allemandes ayant dû abandonner les attaques contre les convois le 8 février ainsi que les 7 et 8 mars. Les Allemands rencontrent et attaquent un grand nombre de navires marchands non escortés le 22 février et les 15 et 16 mars.
À la fin du raid, les cuirassés allemands ont parcouru l'Atlantique, des eaux au large du Groenland jusqu'à la côte ouest-africaine. L'opération est considérée comme un succès par l'armée allemande, un point de vue généralement partagé par les historiens. C'est la dernière victoire remportée par les navires de guerre allemands contre la marine marchande dans l'Atlantique Nord, la sortie effectuée par le cuirassé Bismarck en mai 1941 s'étant soldée par une défaite. Les deux cuirassés de la classe Scharnhorst sont endommagés par des attaques aériennes alors qu'ils se trouvent en France et revinrent en Allemagne en février 1942.